# 春やすこ
春 やすこ（はる やすこ、1961年6月15日 - ）は、松竹芸能に所属する女性タレント、女優である。本名は中島 泰子（旧姓・三橋）。大阪府出身。向陽台高等学校卒業。血液型A型。

## 来歴・人物
中学在学中から松竹芸能タレント養成所の児童部で芝居の勉強をし、子役として活動。
最初は女優を目指していたが、1976年1月に春けいこと漫才コンビ「春やすこ・けいこ」を結成。80年代の漫才ブームでは人気を博した。漫才ブーム時代に水着姿を披露したり、映画でヌードになるなど、アイドル的な人気もあった。
コンビ解散後、1988年にホノルルマラソンに出場し完走。1990年に実業家の一般男性と結婚した。現在は女優や司会者として活動している。

## 出演

### 映画
- 夕ぐれ族（1984年、にっかつ） - 主演：吉村明子 役
- （金）（ビ）の金魂巻（1985年、にっかつ） - 木下紀子 役
- 極道の妻たち（1986年、東映） - 由香利 役
- メイク・アップ（1987年） - ローザ 役
- ビー・バップ・ハイスクール 高校与太郎音頭（1988年、東映） - 子連れの主婦 役
- 極道の妻たち 三代目姐（1989年、東映） - 良美 役
- 難波金融伝 ミナミの帝王 劇場版 VI 偽装結婚（1995年、ケイエスエス） - 清川麗子 役
- シャブ極道（1996年、大映） - 下村初枝 役
- 難波金融伝 ミナミの帝王 31「賠償金の行方」（2005年）

### テレビ
- ヒット'77（日本テレビ）
- テレビ三面記事 ウィークエンダー（日本テレビ） - リポーター
- 明石貫平35才（1983年、日本テレビ） - 青柳ゆかり 役
- スチュワーデス物語（1983年、TBS） - 池田兼子 役
- クイズDEデート（関西テレビ） - サブ司会
- スーパージョッキー（1983年4月 - 9月、日本テレビ） - アシスタント
- ザ・ハングマンシリーズ（ABC）
  - ザ・ハングマンII
    - 第3話「女学院が喰らう大学理事長」（1982年）
    - 第4話「天下り役人に仏罰を」（1982年）
    - 第8話「女子校生ラブホテル殺人事件」（1982年）

  - ザ・ハングマンV（1986年） - オープニングのナレーション。中山千夏とともに担当していたが[矛盾 ⇔ ザ・ハングマン#ザ・ハングマンV]、中山の降板後にはやすこが単独で担当。
- 遠山の金さん（テレビ朝日）※高橋英樹版
  - パート１　おやす　(第65話、第69話 - 第73話、第75話、第76話、第78話)
    - 第65話「二つの顔の女 緋牡丹おりん！」（1983年）
    - 第69話「赤いピストル 博多から来た女！」（1983年）
- 暴れん坊将軍II 第91話「春に出初めの木遣り唄！」（1985年、テレビ朝日） - おみち 役
- 花いちばん（1986年、読売テレビ） - 北村清子 役
- 見上げればいつも青空（1987年、読売テレビ）
- 男たちによろしく（1987年、TBS） - 山中千里 役
- 京都サスペンス「芙蓉の花は血の色」（1987年、関西テレビ / 京都映画）
- 京都サスペンス「妻たちのパスポート」（1988年、関西テレビ / 京都映画）
- 現代神秘サスペンス 自宅の妾宅（1989年、関西テレビ / G・カンパニー）
- 女系家族（1991年、毎日放送） - 矢島千寿 役
- 岡っ引どぶ 第2話「流人島殺人事件」（1991年、フジテレビ）
- また又・三匹が斬る! 第15話「お立会い！煮ても焼いても食えぬ奴」（1991年、テレビ朝日） - とめ 役
- 喧嘩屋右近 第2シリーズ（1993年、テレビ東京）第12話
- 春よ、来い（1994年、NHK） - 滝川友枝 役
- 銭形平次 第4シリーズ 第7話「鏡の向う側」（1994年、フジテレビ）
- 鬼平犯科帳（フジテレビ / 松竹）
  - 第5シリーズ 第12話「艶婦の毒」（1994年） - お玉 役
  - 第7シリーズ 第2話「男のまごころ」（1996年）
- あばれ医者嵐山 第10話「良薬の罠」（1995年、テレビ東京） - お澄 役
- 美しくなりま専科（2000年 - 2009年、サンテレビ） - 司会
- 京都マル秘仕事人(1)（2001年、ABC） - 三谷直美 役
- 新・ズッコケ三人組（2002年、NHK） - 八谷よね 役
- 水戸黄門（TBS）
  - 『水戸黄門 1000回記念スペシャル』（2003年）- おたつ 役
  - 第36部 第10話「夫婦の絆は河内節・天橋立」 （2006年）- おかね 役
  - 第38部 第19話「わははオヨヨの珍道中・三島」（2008年） - おまさ 役
- かるたクイーン（2003年、NHK大阪放送局）
- 火曜サスペンス劇場 京都金沢殺人事件シリーズ5 京都金沢鶴の恩返し殺人事件（2004年、日本テレビ） - 駒田夏子 役
- 新・いのちの現場から（2004年、毎日放送）
- DRAMA COMPLEX 産婦人科病棟24時（2006年、日本テレビ） - 清水花枝 役
- 新・はんなり菊太郎（2007年、NHK大阪放送局）第1話 - 蔦重の女将 役
- 土曜ワイド劇場 天才刑事・野呂盆六 1・スワンの涙（2007年、ABC） - 鷹ノ森克代 役
- 松本清張ドラマスペシャル・書道教授（2010年、日本テレビ） - 赤い鳥のママ 役
- 連続テレビ小説 カーネーション（2011年、NHK大阪放送局） - 大山夫人 役
- 科捜研の女 第14シリーズ（2014年、テレビ朝日）第4話 - 島村光子 役
- 連続テレビ小説 あさが来た（2015年、NHK大阪放送局）第11週 - とめ 役
- 陸王（2017年10月15日 - 12月24日、TBS） - 水原米子 役
- カムカムエヴリバディ（2021年、NHK大阪放送局） - 山崎てる子 役

### CM
- ワールドエコー 絵の出るカラオケ（1985年）
- イボコロリ　横山製薬　（1982年）

### 舞台
- 松竹創業130周年記念『大阪は踊る！』（2025年10月4日 - 12日〈予定〉、大阪松竹座） - 小路やすえ 役[2]

## 音楽
- パープー・ドライバー・ブギ／ブルースなんかで口説かないで（1983年、トーラスレコード）